# Хутоярівський провулок
Хутоя́рівський прову́лок — провулок у Голосіївському районі міста Києва, місцевість Деміївка. Пролягає від Козацької вулиці до тупика.

## Історія
Провулок виник на межі XIX — ХХ століття під такою ж назвою (походження не встановлене). На деяких картосхемах минулого фігурував також як Худоярівський провулок.